# Hermann von Cilli

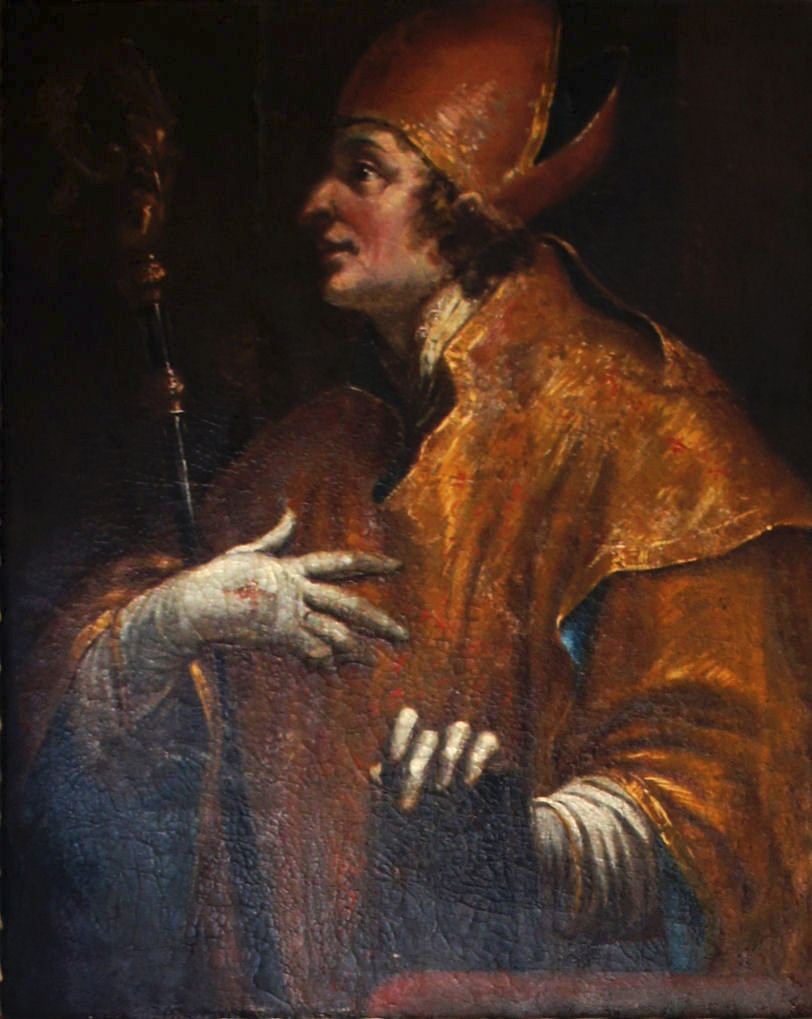
Hermann von Cilli auf einem Gemälde im Fürstengang Freising

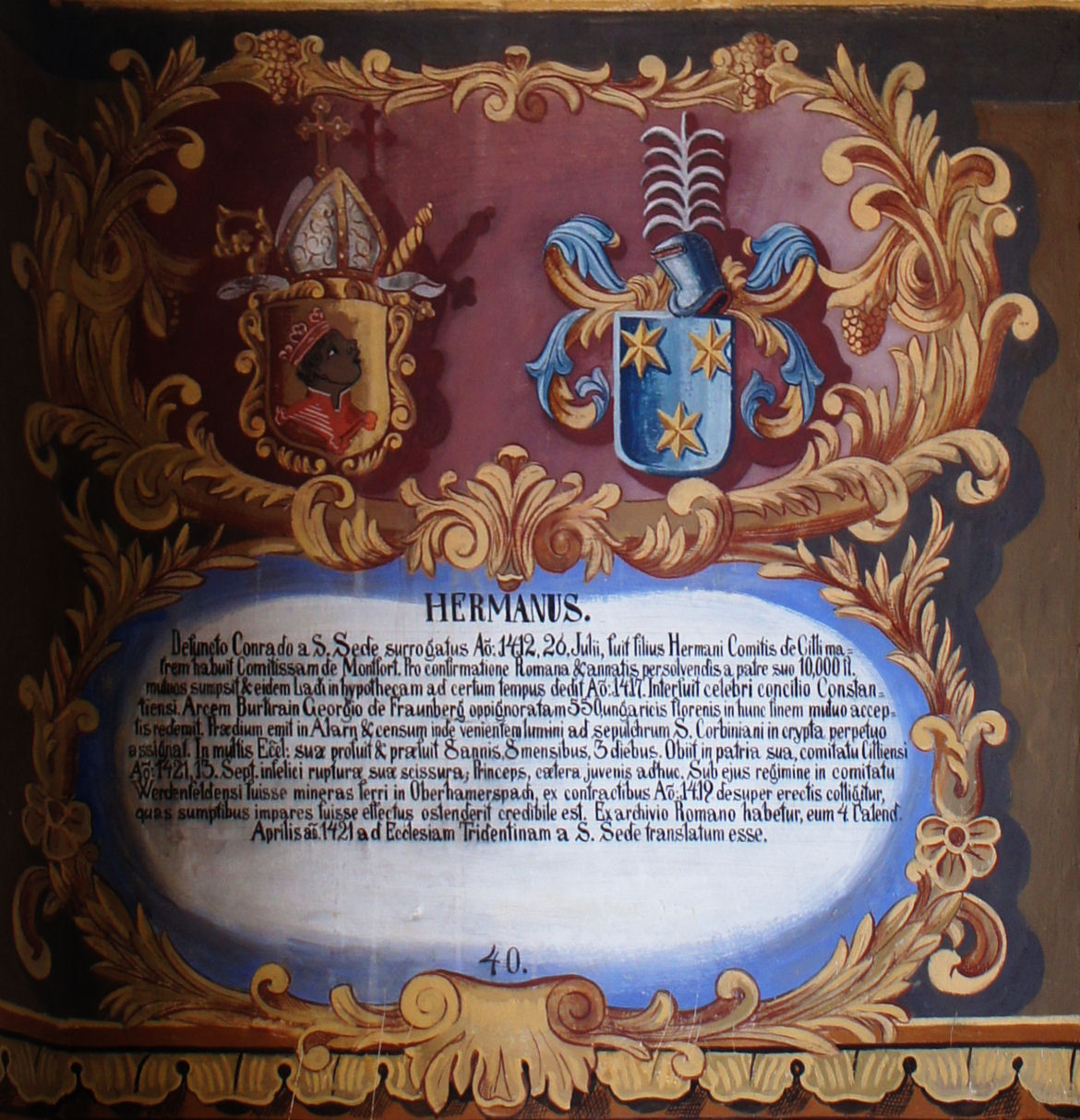
Wappentafel von Hermann von Cilli im Fürstengang Freising

Hermann von Cilli (* 1383 in Cilli; † 13. Dezember 1421 in Cilli) war Bischof von Freising von 1412 bis 1421 sowie ernannter Bischof von Trient 1421.

## Leben
Hermann von Cilli, auch Herniosus mit dem Bruche oder Armand de Cilli genannt, war der nichteheliche, aber nachträglich legitimierte Sohn des Grafen Hermann II. aus dem Hause der Grafen von Cilli und Sanneck, die ihren Stammsitz in der Burg Obercilli in der Windischen Mark (heute Slowenien) hatten.
König Sigismund verlobte sich 1409 mit Barbara von Cilli, der jüngsten Tochter des Grafen Hermann II., der dem König bei der Schlacht von Nikopolis das Leben rettete. Hermann II. wurde zu einem der  wichtigsten Berater Sigismunds und so lag es nahe, den so plötzlich frei gewordenen Freisinger Bischofsstuhl mit seinem Sohn Hermann zu besetzen.
Hermann studierte zu dieser Zeit in Bologna, als Papst Johannes XXIII. ihn am 26. Juli 1412 auf Intervention des deutschen Königs Sigismund zum Bischof von Freising ernannte. Da er für die Bischofsweihe noch zu jung war, erhielt er eine päpstliche Dispens, die ihm den Regierungsantritt in Freising ermöglichte. Von seinem Vater musste er sich 10.000 Gulden leihen, um die fälligen Servitien bezahlen zu können. Am 8. September 1413 wurde er zum Bischof gesalbt. Das Freisinger Domkapitel war vom Tode Konrad von Hebenstreits und der schnellen Ernennung von Hermann so überrascht, dass es sein Wahlrecht nicht ausüben konnte.
Von 1414 bis 1418 nahm Hermann am Konzil von Konstanz teil und vertrat dort die Interessen des König Sigismund. Im Sommer 1419 schloss er mit den Bischöfen der Salzburger Kirchenprovinz unter der Führung des Erzbischofes ein Bündnis zum Schutz ihrer geistlichen Immunitätsrechte mit dem Versprechen der gegenseitigen Unterstützung gegen die Territorialfürsten.

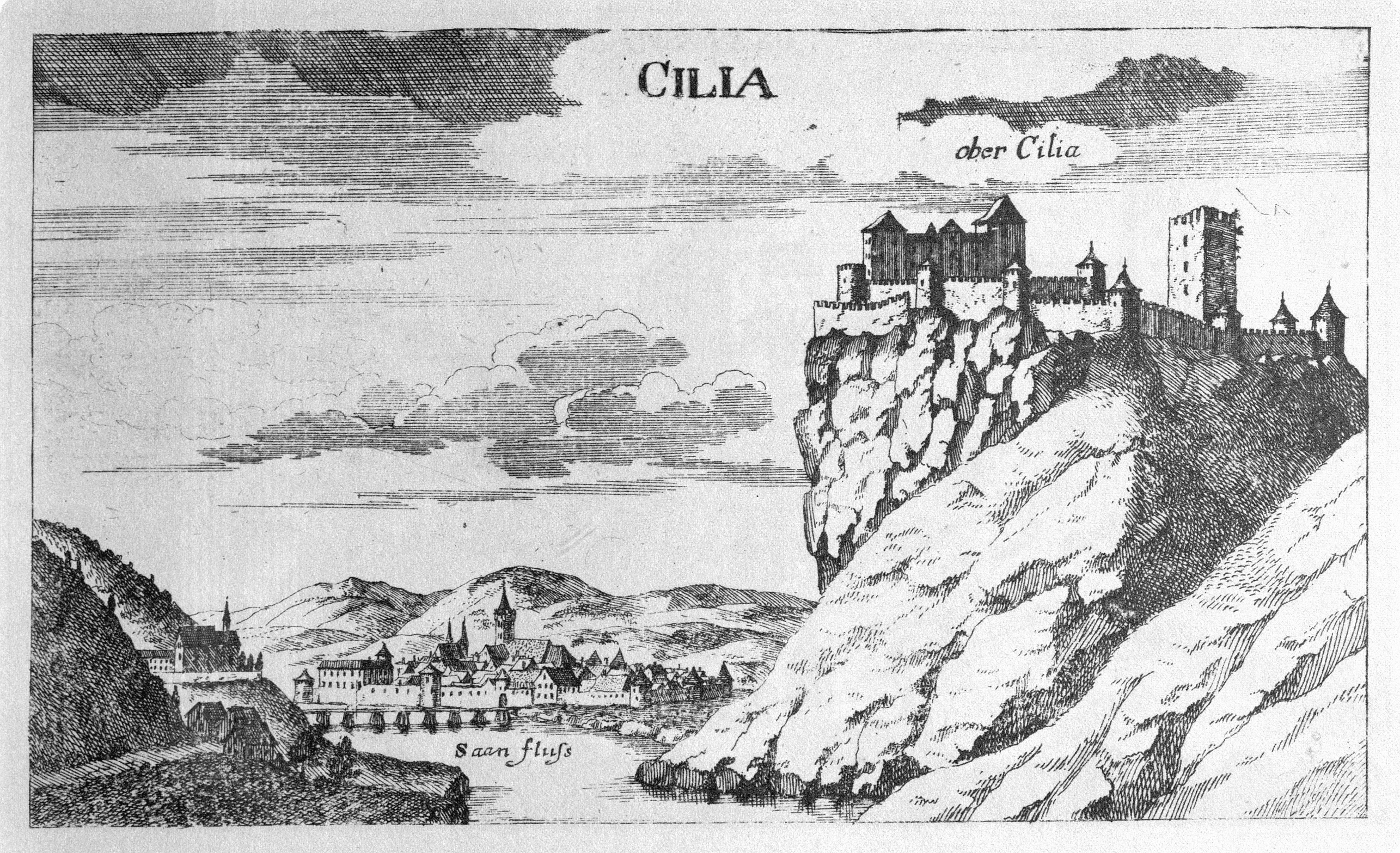
Burg Obercilli 1681

Durch die guten Beziehungen zum Königshaus gelang es seiner Familie Papst Martin V. zu überzeugen, ihn auf den Bischofsstuhl von Trient, der seit dem Tod von Bischof Georg von Liechtenstein (im August 1419) unbesetzt war, zu bringen. Die päpstliche Ernennung erfolgte am 29. März 1421; Martin V. musste diese jedoch am 13. September 1421 zurücknehmen, da das Tridentiner Domkapitel ihn wegen eines schweren (Leisten-?)Bruchleidens nicht akzeptieren wollte. Um nach Trient zurückkehren zu können, reiste er im Spätherbst in seine Heimatstadt Cilli und ließ sich dort operieren, was er aber nicht überlebte. Er starb am 13. Dezember 1421 und wurde in der damaligen Pfarrkirche und heutigen Kathedrale Sankt Daniel in Cilli beigesetzt. Sein Grabmal befindet sich im Presbyterium der Kirche auf der Evangeliumsseite.

Grabmal des Freisinger Fürstbischof Hermann von Cilli (1383–1421) in der Kathedrale Sankt Daniel in Celje (deutsch Cilli).